# Le Monde magique des Leprechauns
Le Monde magique des Leprechauns (ou La Guerre des Invisibles ou encore La Menace des Fées ; The Magical Legend of the Leprechauns) est une mini-série américano-germano-britannique, en deux parties réalisées par John Henderson en 1999, produit par Hallmark Entertainment.

## Synopsis

### Première partie
C’est la première fois en deux ans que Jack Wood quitte New York. Mais ces vacances en Irlande ne sont qu’une couverture pour le gros projet qu’il s’est vu confier par sa compagnie. En arrivant au petit cottage qu’il a loué en pleine campagne irlandaise, Jack découvre qu’il va bénéficier d’un confort des plus précaires. Puis il part se promener dans les bois où il surprend une très jolie femme se baignant dans la rivière. Trahissant sa présence, Jack n’a pas le temps de dissiper le malentendu, avant que la jeune femme ne lui jette des pierres et ne lui promette la vengeance terrible de ses frères. En rentrant au cottage, Jack entend soudain des voix, puis une bouteille lui offre bizarrement de la résistance. Tombant à la renverse, Jack s’évanouit et se réveille le lendemain matin en maudissant les effets du breuvage local. Mais il entend des ronflements et aperçoit furtivement une petite silhouette s’enfuir vers la forêt. Jack suit la petite créature jusqu’à la rivière et se jette à l’eau pour la sauver de la noyade. Sur la berge, Jack se retrouve soudain face à un lutin qui s’enfuit de nouveau. Réapparaissant dans le cottage, le lutin accepte alors de se présenter : il est Seamus Muldoon, chef des Leprechauns. Éberlué, Jack voudrait se persuader qu’il souffre juste du décalage horaire. Mais Seamus poursuit les présentations, de sa femme, Mary et de son fils, Mickey…

### Deuxième partie
Prêt à partir pour New York malgré le refus de Kathleen de l'accompagner, Jack renonce au dernier moment à monter dans le train. Sur le quai, il aperçoit alors la jeune femme, une valise à la main… Pendant ce temps, la bataille fait rage entre les Léprechauns et les Esprits de la forêt, tous privés de leur immortalité par la grande Banshee. Conscient du manque d'organisation de ses troupes, Seamus Muldoon demande à Jack de leur dispenser un entraînement militaire. De son côté, Mickey Muldoon erre sur la plage quand il aperçoit soudain des Esprits de la forêt qui le mènent jusqu'à la cachette sous-marine de Jessica. Le jeune Léprechaun réussit à enlever sa princesse et l'emmène dans les marécages, en terrain neutre, demander conseil à l'Esprit du beurre. La nature n'étant plus protégée par les Esprits de la forêt, totalement préoccupés par leur stratégie militaire, le temps s'est déréglé, la neige tombant même en été. Tandis que Kathleen attend à l'intérieur du cottage, elle tombe sur des documents attestant la véritable raison de la présence de Jack : il a été chargé par sa société de New York d'acheter toutes les maisons de la région, afin d'y implanter un complexe touristique pour Américains en mal de joies bucoliques…

## Fiche technique
- Titre original : The Magical Legend of the Leprechauns
- Titre français : Le Monde magique des Leprechauns ou La Guerre des Invisibles ou encore La Menace des Fées
- Réalisation : John Henderson
- Scénario : Peter Barnes (en)
- Producteur : Paul Lowin
- Producteur exécutif : Robert Halmi Sr
- Musique : Richard Harvey
- Pays : Royaume-Uni, États-Unis, Allemagne
- Durée : 170 min
- Dates de premières diffusions :
  -  États-Unis : 7 novembre 1999 et 8 novembre 1999 sur NBC
  -  France :  23 février 2001 sur M6

## Distribution
Les humains
- Randy Quaid (VF : Michel Derain) : Jack Woods
- Orla Brady (VF : Martine Meiraghe) : Kathleen Fitzpatrick
- Peter Serafinowicz (VF : David Krüger) : George Fitzpatrick
- Owen Sharpe : Harry Fitzpatrick
- Gary Lydon (en) : James Fitzpatrick
- Conor McDermottroe : John Fitzpatrick
- Michael Williams (VF : Roger Carel) : Père Daley
- James Hayes (VF : Henri Labussière) : Aubergiste

Les leprechauns
- Colm Meaney (VF : Jean-François Kopf) : Seamus Muldoon
- Zoë Wanamaker (VF : Laurence Badie) : Mary Muldoon
- Daniel Betts (VF : Tony Marot) : Mickey Muldoon
- Tony Curran (VF : Hervé Rey) : Sean Devine
- Kevin McKidd : Jericho O'Grady
- Kieran Culkin (VF : Alexandre Aubry ) : Barney O'Grady

Les esprits de la forêt
- Roger Daltrey (VF : Philippe Catoire) : Roi Boric
- Harriet Walter : Reine Morag
- Caroline Carver (VF : Laura Préjean) : Princesse Jessica
- Frank Finlay (VF : Jacques Jouanneau) : Général Bulstrode
- Phyllida Law : Lady Margaret
- Jonathan Firth (VF : Damien Boisseau) : Comte Grogan
- Clive Merrison (en) : Chamberlain

Autres
- Whoopi Goldberg (VF : Marie-Christine Darah) : La grande Banshee
- Stephen Moore : Sir Jentee (l'esprit du beurre)
- Christopher Benjamin : Responsable des trolls
- Tony Bluto : Assistant troll
- J.D. Kelleher : Oakshee, le chêne
- Edward A. McDermottroe : Fergus Flynn

Sources et légende : version française sur Forum Doublage Francophone

## Commentaires
On peut l'interpréter comme une version féerique de Roméo et Juliette. Les Capulet et les Montaigu sont les esprits de la forêt et les leprechauns, Roméo est Mickey et Juliette est Jessica, la nourrice Dame Marguerite, l'Esprit du beurre fait office de frère Laurent (il fournit une drogue simulant la mort lui aussi) et la grande Banshee de Prince Escalus. Le Comte Grogan évoque Tybalt et Sean, Mercutio. Seul le comte Pâris est sans équivalent. Et l'histoire finit bien pour les amants maudits comme dans beaucoup d'adaptations de l'histoire comme dans Le Roi lion 2 : L'Honneur de la tribu.